# 萬歲衝鋒

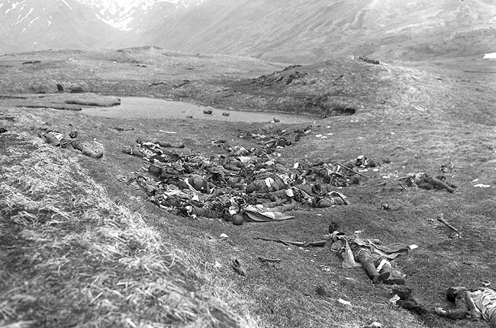
1943年5月29日，阿圖島戰役中萬歲衝鋒失败后被击毙的日军

萬歲衝鋒（日语：／ banzai totsugeki */?）是指日軍手拿步槍刺刀或武士刀向敌軍衝鋒，綁日本軍軍旗於肩膀或頭盔並繫上日本國旗之布帶，齊聲大喊“天皇陛下萬歲（日语：／ tennōheika banzai */?）”的攻擊方式，自古就存在，但在太平洋戰爭中名聲大噪。
當時太平洋的孤島上，在油料不足而無法撤退的情況下。日本軍部指揮官以「玉碎」（全體陣亡）而不投降為前提，對進行跳島戰術登陸後的美軍或者是在滿洲的蘇聯紅軍各陣地，由於彈藥耗盡以及後勤問題，基本上以剩餘的冷兵器進行的純粹自殺式人海攻勢。

## 渊源
万岁冲锋的精神来自于武士道中的玉碎，即与其忍受被俘的委屈，不如进行荣誉自杀如切腹。玉碎一词出自《北齐书》的“丈夫玉碎耻瓦全”。
明治维新时代，全日本民族以尊天皇、行武士道为准则，当时的日本政府和民间均将玉碎视为崇高行为。尤其是西南战争中西乡隆盛在最终被围困在城山时，在凌晨4时与亲信武士40人向政府军发动自杀式冲锋。西乡大腿、腹部中弹，由身边的别府晋介即时介错切腹。剩余武士见西乡选择玉碎，继续冲锋，直到上午9时，全员战死或在阵地即时切腹。
旅顺会战中，日军第三军进行了多次正面冲锋，由于俄军列装的机关枪，日军以巨大的伤亡才攻下了旅顺要塞。有记录描述当时“地面上堆积着巨量的完整尸体，冰冷的大地被盖住不见得一点痕迹”。事后日军才总结正面强袭并非对抗坚固要塞的最佳方式。
不過，1930年代的中日战争中，日军发现冲锋战法对抗最早期的小规模中国军队非常有效。前期的中国軍隊即使人数上占优势，但被小股日军冲锋后立即溃不成军。日军中国派遣军于是正式将冲锋列为标准战术并开始列装枪头刺刀。1943－1945年随着國军对付日军的模式有所变化，日军就再无使用万岁冲锋，且在兵源、弹药军粮无以为继的情况下采取消极退守状态，导致万岁冲锋战术绝迹于中国战场。

## 太平洋战争
1944年，战事十分不利的状态下，大日本帝国政府宣布准备进行一亿玉碎以图美军无法占领日本本土。一亿玉碎即武装所有平民妇孺，对登陆的盟军进行殊死抵抗。
1942年8月17日，美军海军陆战队奇袭马金岛（Raid on Makin Island）。被奇袭的日军丧失了机枪等重型武器，于是对美军发动了万岁冲锋，结果被美军火力击退。
1942年8月21日，瓜岛战役中一木清直大佐率领800日军在亨德勋地（Henderson Field）附近的丛林中对美军阵地进行正面冲击，在接战不久后一木军即发动万岁冲锋，但由于美军战线火力强大，一木军全军战殁，一木大佐亦自杀。
1943年5月29日，山崎保代少佐率领的2600名占领军在阿拉斯加的阿图岛对在屠杀湾（Massacre bay）夜间登陆的1.5万美军进行了万岁冲锋。由于美军的强大火力和人数优势，山崎军几乎在当夜全员阵亡，仅存26人，美军损失549人。

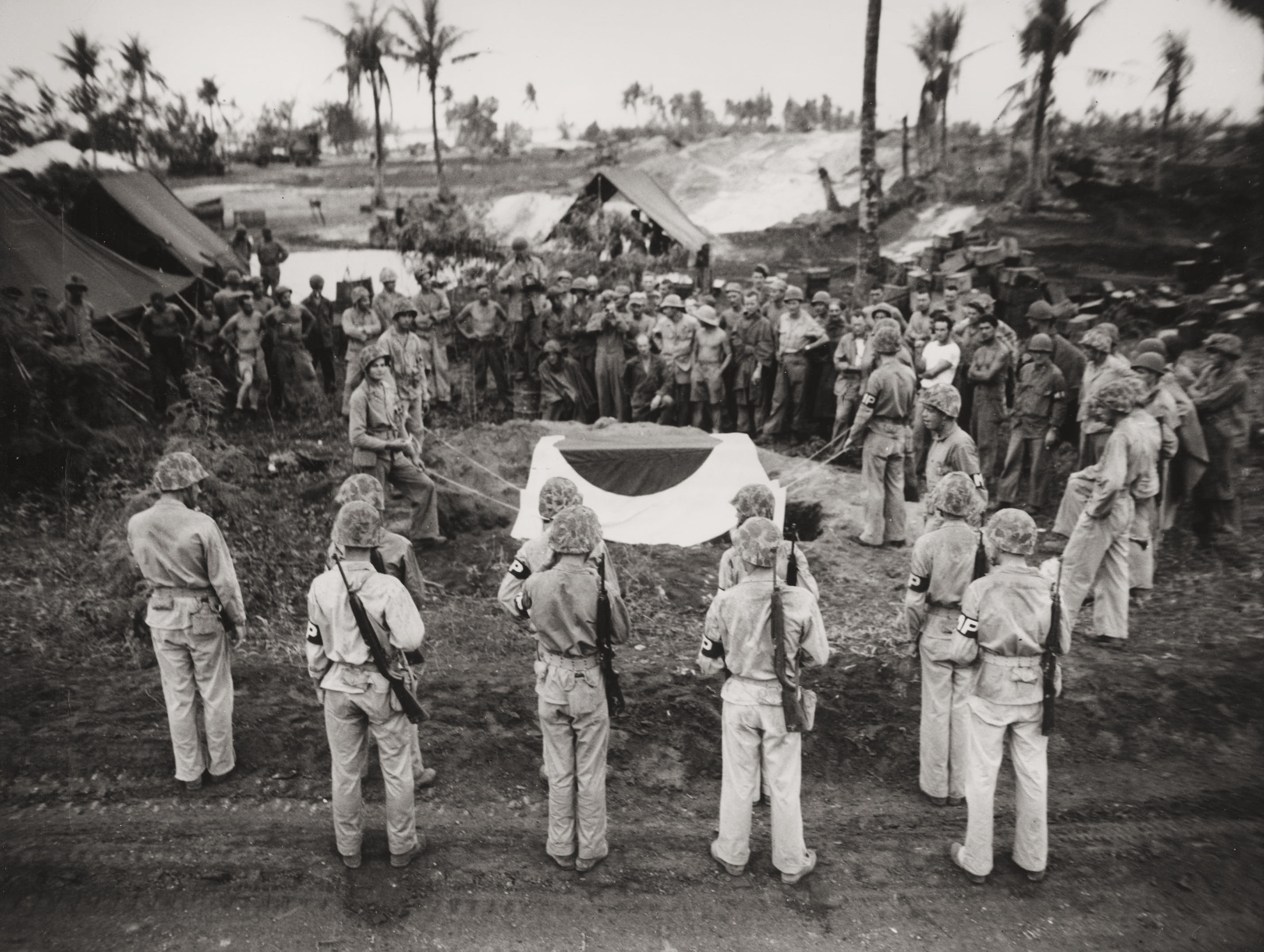
斋藤将军的葬礼

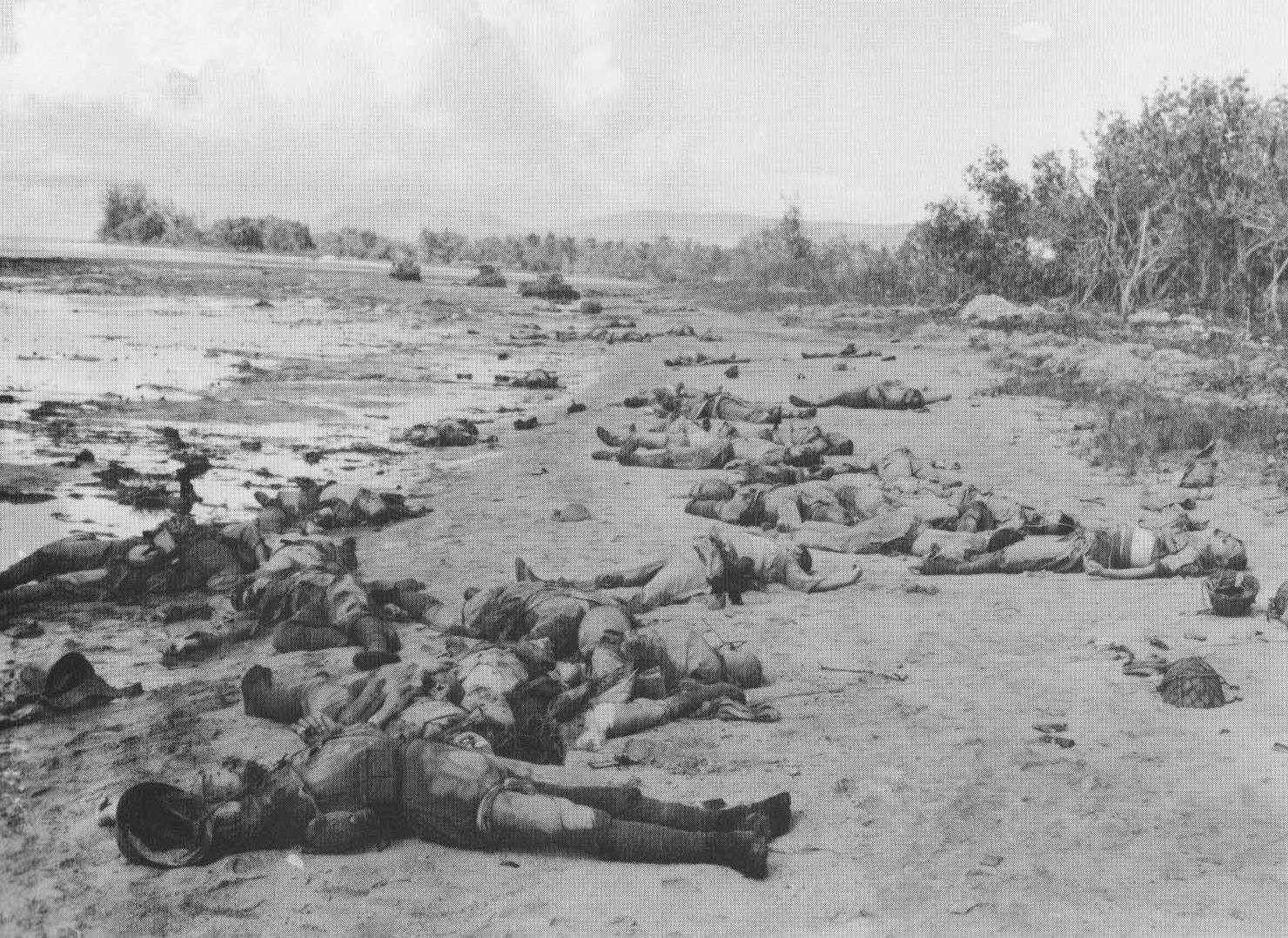
瓜岛战役马坦妮考河旁日军死尸

太平洋戰爭中最大的萬歲衝鋒發生於1944年塞班島戰役。齋藤義次将军手下结集了4,300名士兵，其中包含带伤者、以竹刀武装和完全无武装的平民。7月6日－7月7日在踏盼戰鬥中的萬歲衝鋒，在15个小时的白刃战中造成大約2,000名日軍死亡，而美軍也受到很大震撼，第105步兵師第1營、第2營幾乎被摧毀，全隊損失了近650人，以及造成倖存美軍的創傷症候群。斋藤自己在10日傍晚被榴霰弹击伤后切腹，由副官开枪爆头的方式介错。斋藤死后被美军指挥官霍蘭·史密斯厚葬在塞班岛。
在滿洲戰略攻勢行動期间，随着苏联红旗第一军冲进牡丹江市区，南下的苏联第五军继续向西推进，包围并歼灭日军第278步兵联队，之后其余幸存日军朝苏军发动了最后的万岁冲锋。 至此，牡丹江全境落入苏军之手，城镇之战结束。 紧接着，关东军的主力部队就按照天皇的终战广播，放下武器投降。 至此，牡丹江战役和第二次世界大战正式结束。

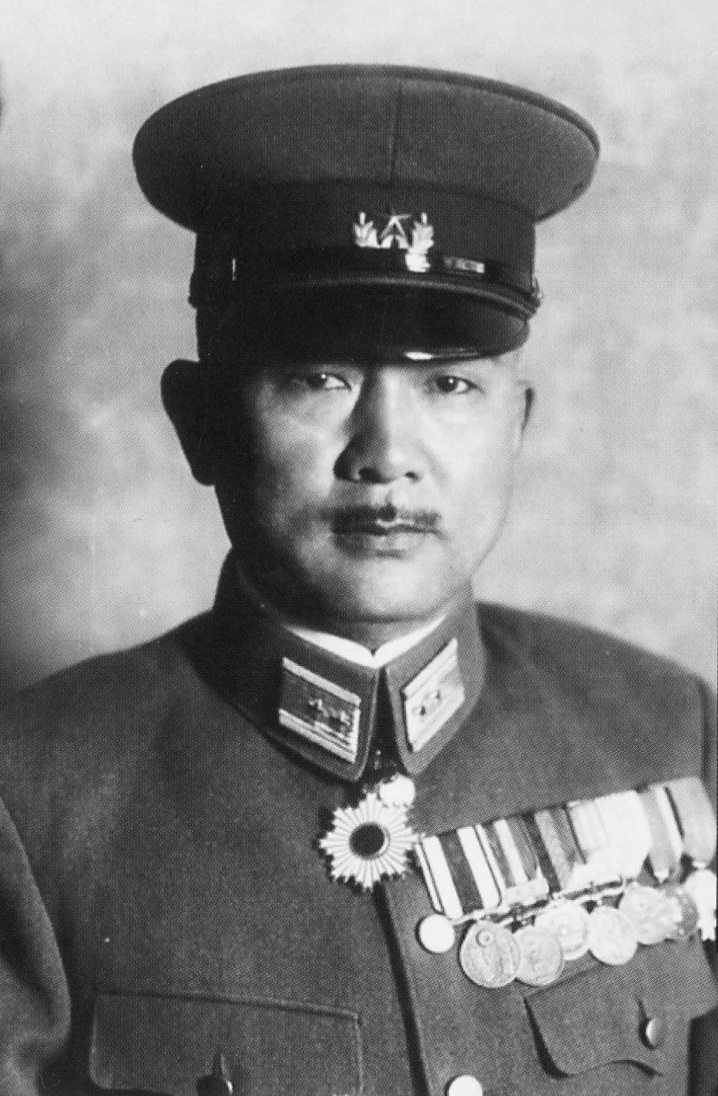
栗林忠道将军，禁止手下使用万岁冲锋

部分大日本帝国军官意识到了美军已经有所准备和万岁冲锋的自身的过时和低效，比如有駐美經驗的栗林忠道将军即禁止手下将官发起万岁冲锋，认为是白白浪费士兵性命。在栗林指挥的硫磺岛战役中，美军即很惊讶日军居然没有使用万岁冲锋。

## 朝鲜战争
由于1948年成立的朝鲜人民军和大韩民国国军以旧日军及皇协军的朝鲜籍官兵为骨干，万岁冲锋等日军的一系列军国主义传统被半岛南北双方保留下来，尤其被朝鲜人民军全盘沿用。与日军不同的是，朝鲜人民军时常在其进攻顺利之时对大韩民国国军和美军发起大规模的万岁冲锋，而非如日军一般在战事十分不利的状态下才会发起此种攻击。美军士兵一度将发起万岁冲锋的朝鲜人民军误认作太平洋战争期间的神风敢死队。

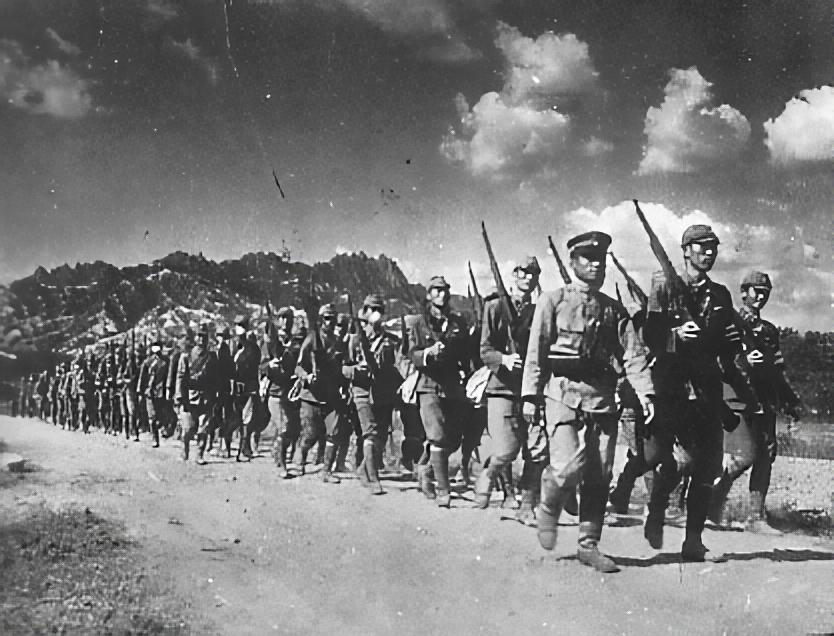
朝鲜籍日军官兵

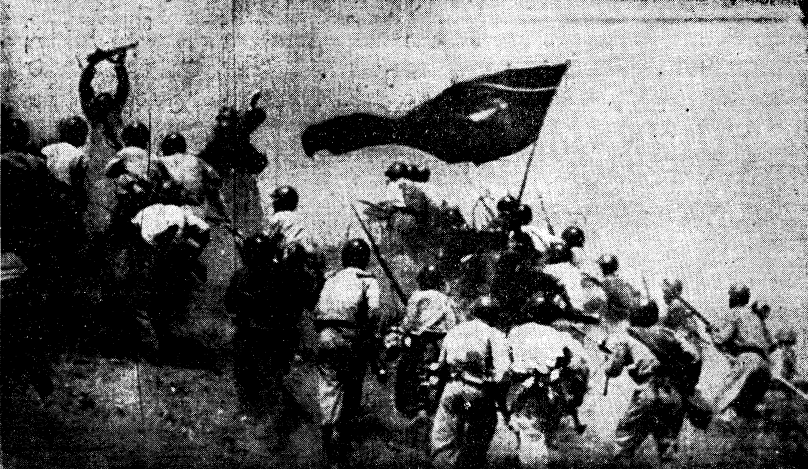
发起万岁冲锋的朝鲜人民军

### 引用
1. ↑  Robert L. O'Connell; John H. Batchelor. . Simon and Schuster. 2002: 243. ISBN 978-0-684-84407-7.
2. ↑  Harold J. Goldberg. . Indiana University Press. 2 May 2007: 176–194. ISBN 0-253-11681-3.（英文）
3. ↑  Glantz & June 1983，第96頁.
4. ↑  Glantz & June 1983，第95頁.

## 外部連結
- Banzai Counterattacks